# Bradysia hygida
Bradysia hygida är en tvåvingeart som beskrevs av Sauaia och Ana C.R. Alves 1968. Bradysia hygida ingår i släktet Bradysia och familjen sorgmyggor. Inga underarter finns listade i Catalogue of Life.